# Canó de 75 mm de la línia Maginot
Les diferents versions del canó de 75 mm que es van utilitzar en els diferents ouvrages de la línia Maginot deriven directament del canó de 75 mm model 1897.

## Història
Aquest canó va ser escollit pel CORF (Comitè organitzador de les regions fortificades) després de llargues deliberacions perquè volia, inicialment, una arma «de tir extra ràpid» i un canó obús per assegurar el flanqueig de les casamates i que alhora es pogués fer servir contra els tancs.
- com a canó, el CORF volia disparar a 14 km amb una cadència de 40 tirs per minut i disposar de capacitats antitancs. Aquesta prestació havia demostrat ser ràpidament utòpica, i va orientar la seva recerca cap a tubs encara en fase d'estudi o el canó de 75 mm model 1922 de l'Armada.
- com a canó obús, el CORF va dubtar en escollir entre un canó de 100 mm de l'Armada, un canó de 90 mm encara en estudi, un canó Schneider de 105 mm, un canó de 155 mm, i canó de 75 mm model 1897 modificat com a canó obús. Inicialment, cap d'aquestes armes es va seleccionar, ja fos perquè no complien les característiques desitjades o perquè encara estaven en fase d'estudi i no es podien avaluar.

A principis de 1928, el CORF va decidir escollir entre dues armes:
- com a canó, el canó de 75 mm de l'Armada o un altre;
- com a canó obús i canó antitancs pesat, el canó de 100 mm de l'Armada.

Finalment, en la seva reunió del 29 d'agost de 1928, el General Challéat va aconseguir adoptar el canó de 75 mm model 1897, tant com a canó i com a canó obús, sota el nom de «material de 75 de casamata model 1929». No obstant això, el CORF va mantenir els 100 mm de l'Armada com a canó obús pesat, que fins i tot podria ser reemplaçat posteriorment per un canó obús de 155 mm, però aquesta idea es va eliminar progressivament.

## Eficàcia
El canó de 75 mm i la seva munició tenien qualitats i característiques molt elevades que la convertien en una arma ideal per a la fortificació:
- una precisió molt alta;
- una cadència de tir molt alta, de 30 tirs per minut que, sumat als avantatges que una instal·lació fixa sota formigó (ajustaments previs dels tirs, protecció, subministrament, evacuació dels casquets) confereix a un bloc amb tres peces d'artilleria l'eficàcia de vuit canons de campanya;[2]
- dimensions modestes que permetien la seva integració en casamates relativament petites;
- les càrregues s'adapten perfectament al trets per a «espuçar» els blocs veïns ocupats per l'enemic, perquè són prou letals per eliminar els assaltants de la infanteria enemiga, però sense ser prou potents per danyar el formigó.[2]

Aquest canó es convertirà en l'arma estàndard de la línia Maginot, on s'utilitzarà en moltes versions de torretes i casamates.

## Els diferents models

### Canó de 75 mm model 1905

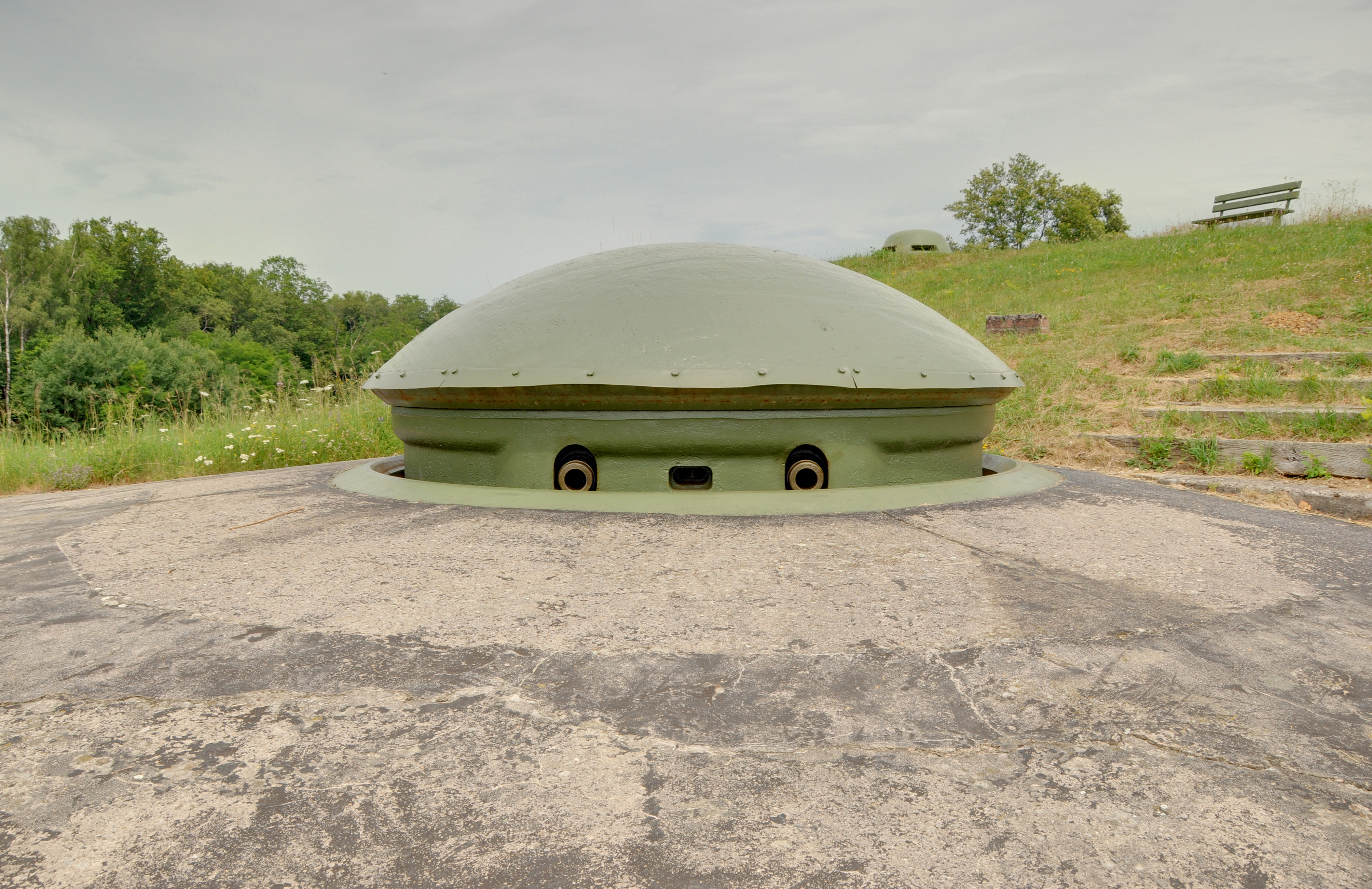
Torreta de 75 mm R model 1905

El canó de 75 mm model 1905 (75 mm Mle 1905) es va utilitzar en la dècada del 1910 per armar els forts del sistema Séré de Rivières. De les 73 torretes d'aquest sistema defensiu amb aquest canó, només 57 van entrar en servei abans de l'esclat de la Primera Guerra Mundial; els 16 restants van ser instal·lats entre 1914 i 1915. El 1912 es va instal·lar a la Torre N del camp de tir d'Otchakoff (Crimea), per a proves de tir, una torreta de Verdun amb el canó de 75 mm model 1905, que va ser recuperada i instal·lada a l'ouvrage del Chesnois. Altres dotze torretes es van instal·lar en els ouvrages de «nous fronts» després d'una modificació de l'armament (el canó es va reemplaçar per dues armes mixtes).
Característiques:
- longitud del canó: 1,555 m
- elevació en la torreta: -5° / +35°
- angle de tir en la torreta: 360°
- abast: 8.200 m
- cadència de tir: 10 tirs/min

### Canó obús de 75 mm model 1929

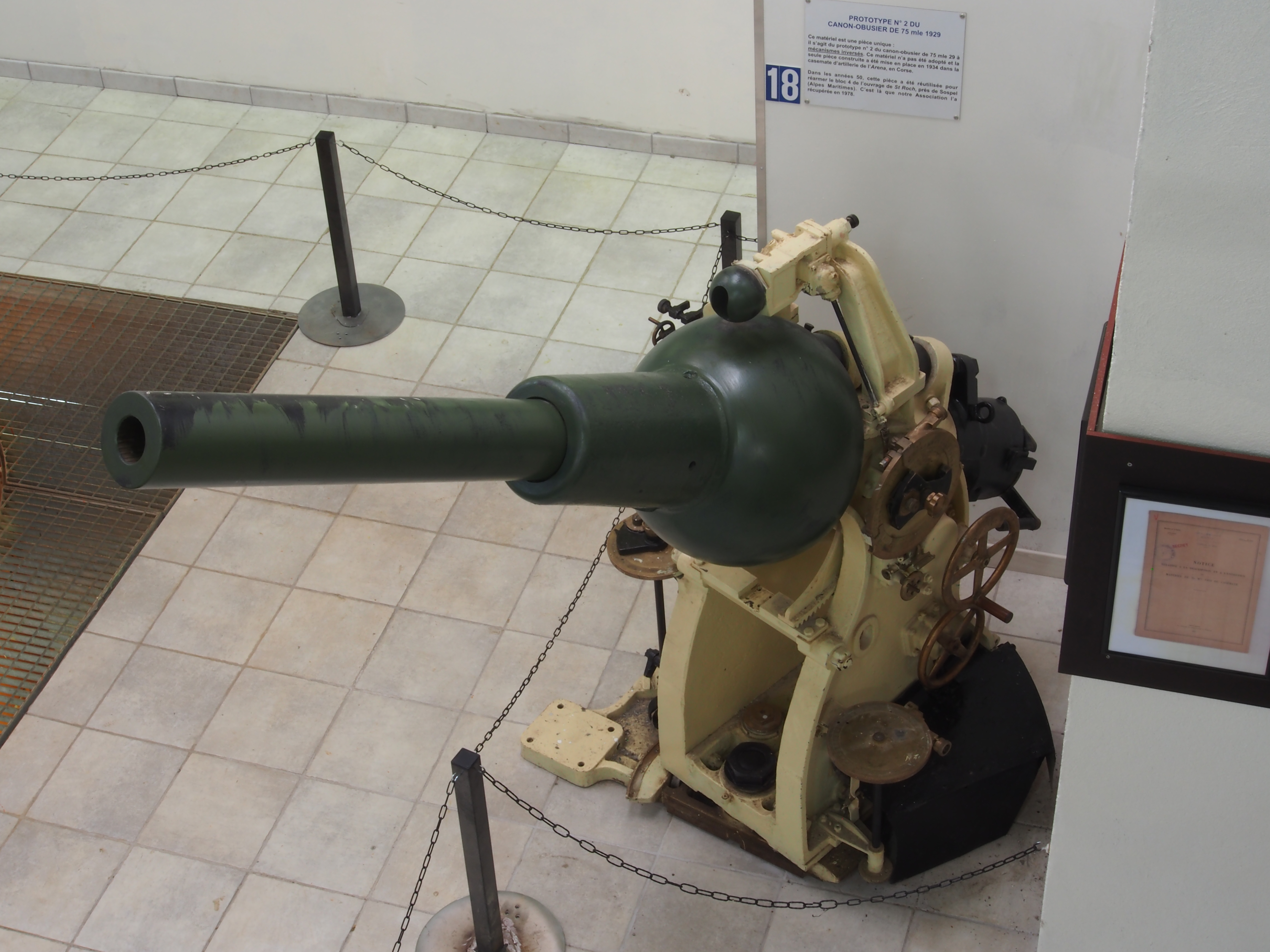
Prototip n. 2 d'un canó obús de 75 mm model 1929 (75 mm Mle 1929)

El funcionament del canó de 75 mm model 1929 (75 mm Mle 1929) és similar al del canó de 75 mm model 1897. Es munta sobre un afust molt senzill i es col·loca a la placa de l'obertura de la tronera en una gran ròtula blindada que gira a la part posterior de l'obertura.
A causa del disseny de l'afust, el canó sobresurt 1,5 metres fora de la planxa d'obertura, que presenta una certa vulnerabilitat. Això ja ho havia tingut en compte el CORF, però, a causa de la urgència, va acceptar aquest risc per no retardar l'equipament dels blocs.
El canó té un abast de 12.000 m i una cadència de 30 tirs per minut com a màxim, que estava lluny dels 14.000 m i 40 tirs per minut desitjats pel CORF en les seves primeres especificacions.
En 1940 havien instal·lats 30 canons (14 en el nord-est, 12 als Alps i 4 en Còrsega).
Característiques:
- longitud del canó: 2,791 m
- pes: 2,315 kg
- elevació: -9° / + 40° 30'
- angle de tir: 45°
- abast: 12.000 m
- cadència de tir: 12-24 tirs / min

### Canó obús de 75 mm model 1932
Per tal de minimitzar la sobresortida del canó a l'exterior, el CORF va fer estudiar un nou model de 1929.
El canó obús de 75 mm model 1932 (75 mm Mle 1932) només sobresortia 45 cm de l'obertura, que també va ser modificada perquè es pogués tancar amb persianes blindades. Aquesta millora va ser possible gràcies a una reducció de 30 cm del tub, que no va interferir amb la balística, i pel desenvolupament d'un nou tipus d'afust. Aquest afust, anomenat «pivot fictici», va permetre pivotar el tub molt cap endavant, però produïa un moviment vertical molt important de la culata en comparació amb el pis, on es va instal·lar un pis mòbil perquè els servidors poguessin mantenir-se a l'altura de la culata.
En 1940 havien instal·lats 23 canons a l'interior de casamates, més dos canons destinats al bloc 5 destinat al gros ouvrage de Restefond, que mai es va acabar de construir.
Característiques:
- longitud del canó: 2,420 m
- elevació en la casamata: -9° / + 40° 30'
- elevació en la torreta: -5 / + 35°
- angle de tir en la casamata: 45°
- angle de tir en la torreta: 360°
- abast: 12.000 m
- cadència de tir: 30 tirs / min

### Canó obús de 75 mm R model 1932

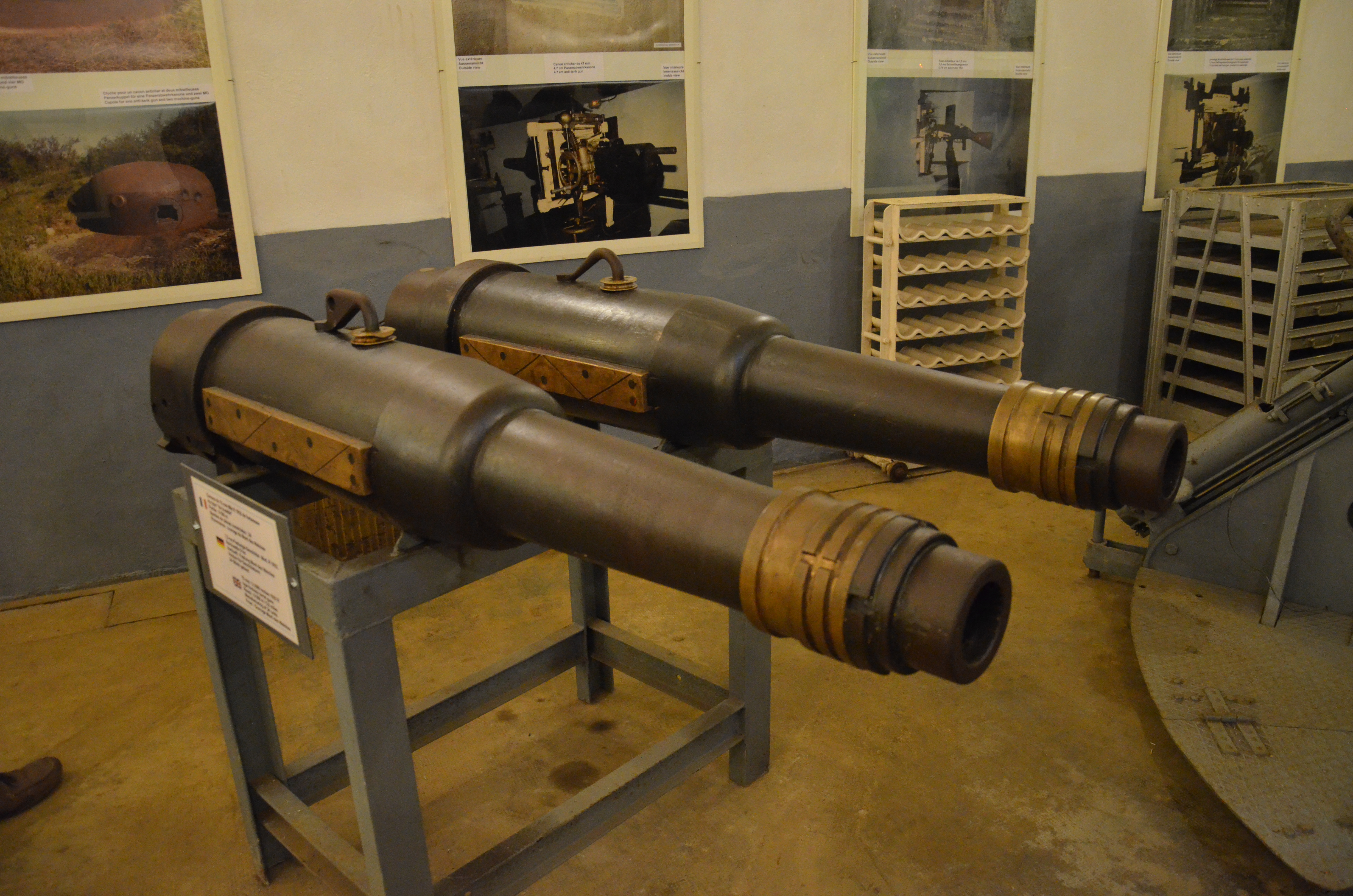
Dos canons de 75 mm R model 1932 (75 mm R Mle 1932) provinents de l'ouvrage del Mont-des-Welches

El canó obús de 75 mm R model 1932 (75 mm R Mle 1932) va ser destinat per a la defensa del fossat antitancs dels ouvrages. Aquest model es va crear a partir canó de 75 mm model 1905 de les torretes anteriors a 1914, al que s'havia afegit un nou afust. La seva potència es limita a 6.000-9.000 m.
En 1940 havien instal·lats 9 canons en casamates (a raó de tres per casamata, tots al nord-est; Hochwald, Hackenberg i Billig), i 12 canons en torretes (a raó de dos per torreta).
Característiques: 
- longitud del canó: 1,555 m
- elevació en la casamata: -17° / + 34°
- elevació en la torreta: -5° / + 35°
- angle de tir en la casamata: 45°
- angle de tir en la torreta: 360 °
- abast: 9.200 m
- cadència de tir: 12-24 tirs / min

### Canó obús de 75 mm model 1933

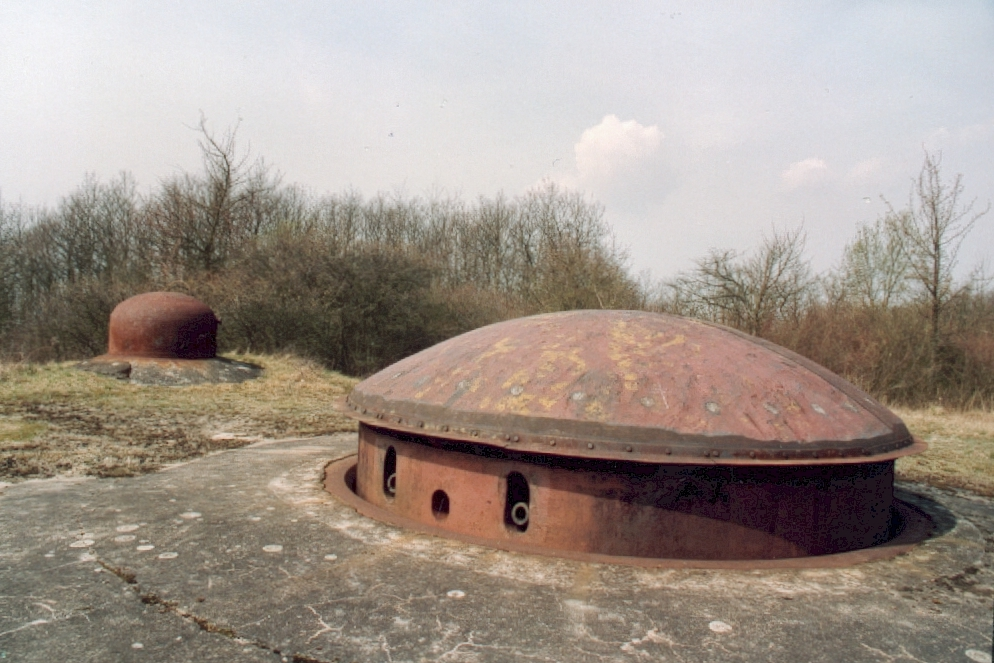
Torreta de 75 mm model 1933

Aquest canó va ser destinat a equipar l'acció frontal de les casamates dels Alps, resultant massa cara la serva instal·lació en torretes. El canó obús de 75 mm model 1933 (75 mm Mle 1933), tenia el mateix tub que el 75 mm Mle 1932, però es munta sobre un afust diferent, que permetia que la peça pogués girar sobre una obertura molt estreta; per aquest motiu la peça es va anomenar «material de casamata en terreny rocós».
En 1940 havien instal·lats 8 canons en casamates (tots van ser desmantellats per l'exèrcit italià durant la ocupació italiana de França i no es van trobar mai més; es creu que van ser destruïts pels bombardeigs aeris de l'arsenal de La Spezia), i 21 en torretes (16 en el nord-est i 5 al sud-est) 
Característiques: 
- longitud del canó: 1,14 m
- elevació en la casamata: -9° / + 40° 30'
- elevació en la torreta: -2° / + 40°
- angle de tir en la casamata: 45°
- angle de tir en la torreta: 360°
- abast: 11.900 m
- cadència de tir: 12-24 tirs / min

### Morter de 75 mm model 1931

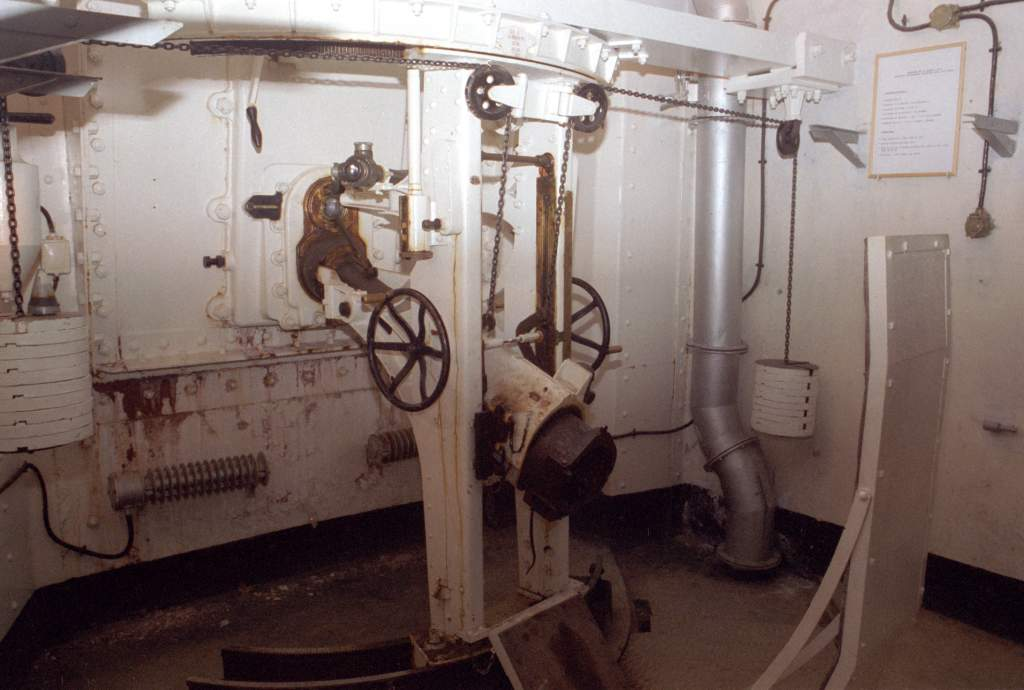
Morter de 75 mm model 31 del bloc 2 de l'ouvrage de Saint Ours Haut

El morter de 75 mm model 1931 (75 mm Mle 1931) és un canó curt específic per a les estructures alpines. Utilitzava obusos curts i tenia un abast limitat a 6.000 m, ja que la seva missió era batre les zones de terreny a on no es podia arribar amb un canó obús. Fins i tot era més curt que el 75 mm R Mle 1932 (1,37 m contra 1,55 m). No sobresortia de l'obertura de la tronera, el que permetia tancar l'obertura amb persianes blindades.
L'afust consistia en dos bigues de metall verticals entre les quals lliscava la part posterior del canó. Aquestes dues bigues podien girar sobre dos cercles fixats al terra i al sostre per posicionar el canó en azimut.
En 1940 havien instal·lats 30 canons (8 en acció frontal i 22 en casamates de flanqueig). Cal afegir els canó del bloc 5 del petit ouvrage de Restefond i els dos canons del bloc 2 de l'ouvrage del Monte-Grosso, que no es van instal·lar.
Característiques:
- longitud del canó: 1,37 m
- pes: 1 t
- elevació: -3° / + 35°
- angle de tir: 45°
- abast: 5.900 m
- cadència de tir: 12 tir / min